# Maroons FC
Maroons Football Club w skrócie Maroons FC – ugandyjski klub piłkarski z siedzibą w Kampali, występujący w ugandyjskiej ekstraklasie.

## Historia
Maroons FC powstało w 1965 jako Prisons Football Club Kampala. Klub założyli pracownicy służby więziennej zakładu karnego Luzira. Jest to więzienie o najwyższym rygorze w kraju. Drużyna od 1967 rywalizowała o mistrzostwo kraju, a w następnym roku wystartowała w pierwszym sezonie ugandyjskiej ekstraklasy. Drużyna Prisons FC została pierwszym w historii mistrzem Ugandy. Drużyna z Kampali rok później obroniła tytuł mistrzowski. 
Dzięki zwycięstwu w mistrzostwach Ugandy, Prisons FC zagrało Afrykańskim Pucharze Mistrzów Krajowych. W pierwszej rundzie Ugandyjczycy pokonali w dwumeczu 5:4 z somalijskim Lavori Publici Mogadiszu (obecnie Jeenyo United FC). W kolejnym etapie Prisons FC najpierw wygrali 3:2, a w rewanżu przegrali 1:2 z Tele SC z Erytrei. O awansie Ugandyjczyków zadecydowało losowanie. W ćwierćfinale przegrali oni z egipskim Ismaily SC 1:4 i 1:2, więc odpadli z rozgrywek.
Po przejęciu władzy w Ugandzie przez Idiego Amina Prisons FC nie było w stanie już wywalczyć mistrzostwa kraju, o które zwykle walczyły zespoły armii i policji. W 1977 roku Prisons FC zmienili nazwę na Maroons FC (nazwa wzięła się od więziennych strojów koloru kasztanowego). W 1980 roku drużyna dotarła do finału Pucharu Ugandy, gdzie przegrała 0:2 z Kampala City Council FC. Siedem lat później zespół zajął ostatnie miejsce w tabeli i został zdegradowany. Maroons FC do ekstraklasy powrócili w sezonie 2007/2008, jednak zajęli przedostatnie miejsce w tabeli i znów zostali zdegradowani. Maroons FC w ugandyjskiej Super League grali także w sezonach 2010/2011-2011/2012, 2015/2016 i 2017/2018.

## Sukcesy
- I liga[9]:
  - mistrzostwo (2):  1968, 1969.

- Puchar Ugandy[10]:
  - finał (1): 1980.

## Występy w afrykańskich pucharach
| Sezon | Rozgrywki       | Runda       | Kraj    | Klub              | Dom | Wyjazd | Dwumecz |
| ----- | --------------- | ----------- | ------- | ----------------- | --- | ------ | ------- |
| 1970  | Puchar Mistrzów | 1           | Somalia | Lavori Publici FC | 4–2 | 1–2    | 5–4     |
| 1970  | Puchar Mistrzów | 2           |         | Tele SC           | 1–2 | 3–2    | 4–4     |
| 1970  | Puchar Mistrzów | ćwierćfinał | Egipt   | Ismaily SC        | 1–2 | 1–1    | 2–3     |

## Stadion
Domowe mecze klub rozgrywa na stadionie o nazwie Luzira Maximum Prisons Stadium w Kampali, który może pomieścić 1000 widzów.